# Eridanus II
Eridanus II (DES J0344.3−4331) – galaktyka karłowata będąca galaktyką satelitarną Drogi Mlecznej. Galaktyka należy do grupy dziewięciu obiektów, których odkrycie ogłoszono w 2015, z których trzy są na pewno satelitami Drogi Mlecznej, a sześć pozostałych jest prawdopodobnymi, ale niepotwierdzonymi galaktykami karłowatymi.
Galaktyka jest odległa o ponad 330 tysięcy parseków (ponad milion lat świetlnych). Masę gwiazd, które zawiera szacuje się na zaledwie 83 +17−14 tysięcy M☉. Obiekt przypomina wcześniej odkrytą galaktykę satelitarną Canes Venatici I, ale jest od niej bardziej odległa.